# Айская
Айская (баш. Әй) — деревня в Салаватском районе Республики Башкортостан Российской Федерации. Входит в состав Турналинского сельсовета.

## География

### Географическое положение
Расстояние до:
- районного центра (Малояз): 32 км,
- центра сельсовета (Турналы): 12 км,
- ближайшей ж/д станции (Мурсалимкино): 64 км.

## Население
| 2002 | 2009 | 2010 |
| ---- | ---- | ---- |
| 278  | ↘246 | ↘207 |

Национальный состав
Согласно переписи 2002 года, преобладающая национальность — башкиры (70 %).